# Euronews Radio
Euronews Radio (рус. новостное радио Европы) — бывшая информационная радиостанция в Европе.

## Вещание
вещающая в интернетe, а также на мобильных устройствах. Франкоязычная версия также доступна в Лионе в цифровом формате Digital Audio Brodcasting.

## История
Радиостанция была запущена 2 октября 2012 года. В этот день было запущено вещание на шести европейских языках:
- английском
- французском
- испанском
- немецком
- итальянском
- русском.

Не планируется расширение языков вещания.

## Программное наполнение
Euronews Radio представляет собой кальку видеоматериалов Euronews, адаптированную к радио. Каждый день с 05.00 до 10.00 часов по московскому времени новости каждые 15 минут, в остальное время — каждые полчаса. В силу технических особенностей радио фирменный бренд Euronews: No Comment заменяется на европейские музыкальные композиции. Также прогноз погоды читается диктором.
Музыка занимает 30 % эфирного времени.